# Międzyrzecze Górne (gmina)
Międzyrzecze Górne – dawna gmina wiejska istniejąca w latach 1945–1954 w województwie śląskim (śląsko-dąbrowskim), katowickim i stalinogrodzkim. Siedzibą władz gminy było Międzyrzecze Górne.
Jako gmina jednostkowa, Międzyrzecze Górne od 28 lipca 1920 przynależało do woj. śląskiego (powiat bielski).
1 grudnia 1945 roku zostało przekształcone w nową gminę zbiorową (reforma gminna) w tymże powiecie i województwie, która poza siedzibą, obejmowała także Międzyrzecze Dolne. Według stanu z 1 lipca 1952 roku gmina składała się z 2 gromad: Międzyrzecze Dolne i Międzyrzecze Górne. 6 lipca 1950 zmieniono nazwę woj. śląskiego na katowickie, a 9 marca 1953 kolejno na woj. stalinogrodzkie.
Gmina została zniesiona 29 września 1954 roku wraz z reformą znoszącą gminy – z jej terenu powstały gromada Międzyrzecze.
Teren dawnej gminy 1 stycznia 1973 roku stał się częścią gminy Wapienica (od 1 czerwca 1975 w nowo utworzonym województwie bielskim), a po jej zniesieniu – gminy Jasienica.